# John Clerk (Bischof)
John Clerk (* 1481 oder 1482 in Suffolk; † 3. Januar 1541 in London) war ein englischer Diplomat und Bischof von Bath und Wells.

## Leben
Geboren wohl als Sohn des Clement Clerk aus Much Livermere in Suffolk erhielt Clerk seine Ausbildung an der Cambridge University. Dort wurde ihm 1498 der Bachelor of Arts und 1502 der Master of Arts verliehen. Anschließend ging er nach Bologna um Rechtswissenschaften zu studieren. 1510 wurde er dort zum Doktor der Rechte promoviert. Dann arbeitete er für Kardinal Bainbridge in Rom, wie zur gleichen Zeit auch Richard Pace, und war zugleich Kammerherr am Päpstliches Englisches Kolleg. Nach dem Tod Bainbridges im Jahr 1514 kehrte Clerk nach England zurück und trat in den Dienst von Thomas Wolsey, zu dieser Zeit Erzbischof von York. Dieser ernannte ihn zum Dekan der Chapel Royal. Daneben hatte Clerk zahlreiche weitere Pfründen inne, die ihm zu einigem Wohlstand verhalfen.
Mit der Ernennung Thomas Wolseys zum Lordkanzler trat Clerk auch auf die politische Bühne. Zunächst war er als Bindeglied zwischen König und Lordkanzler tätig. 1519 wurde er zum Richter am Star Chamber ernannt und übernahm am 20. Oktober 1522 für etwa ein Jahr das Amt des Master of the Rolls. Nach und nach wurde er immer häufiger für diplomatische Missionen eingesetzt. Bereits 1519 unternahm er eine von zahlreichen Reisen nach Rom um auf dem Weg dorthin Luise von Savoyen, die Mutter des französischen Königs Franz I., zu besuchen. 1520 wohnte er dem Treffen zwischen Franz I. und Heinrich VIII. auf dem Camp du Drap d’Or bei. Ein Jahr später wurde er mit der Aufgabe betraut, Papst Leo X. in Rom die als Gegenschrift zu Martin Luthers 95 Thesen verfasste Abhandlung Verteidigung der Sieben Sakramente zu überreichen. Seine dritte diplomatische Mission fand von 1523 bis 1525 statt. Vor Beginn seiner Reise wurde er zum Bischof von Bath und Wells erhoben. Die Bischofsweihe fand in Rom statt. Im Dezember 1525 reiste er aus Rom ab und nahm von Juli 1526 bis September 1527 und von März bis November 1528 das Amt des englischen Botschafters am französischen Königshof wahr. Als Bischof verbrachte Clerk, wegen seiner zahlreichen diplomatischen Aufgaben, sehr wenig Zeit in seiner Diözese. Aus diesem Grund wurde das Tagesgeschäft am Bischofssitz die meiste Zeit von seinem Bruder Thomas wahrgenommen.
Im Prozess um die Scheidung Heinrichs VIII. von Katharina von Aragon vertrat er zusammen mit Cuthbert Tunstall die Interessen der Königin und stellte sich so in Widerspruch zum König. Daraufhin fiel er zunächst in Ungnade. So wurde er fortan nicht mehr für diplomatische Missionen ausgewählt und musste sogar kurze Zeit im Gefängnis verbringen. Mit seiner Teilnahme an der Krönungszeremonie von Anne Boleyn näherte er sich dem König wieder an. Trotz allem schränkte dieser die Privilegien Clerks weiter ein und erkannte ihm verschiedene Ämter und Besitzungen ab. In der Folge verwendete er nun wesentlich mehr Zeit für die Aufgaben als Bischof. In dieser Arbeit zeigte sich seine äußerst konservative Einstellung in Glaubensfragen. Ab 1539 setzten sich innerhalb der Kirche konservative Strömungen durch. Dies führte zur Rückkehr Clerks auf die politische Bühne. So wurde er beauftragt, Franz I. von Kleve die Nachricht der Annullierung seiner Ehe mit Marguerite de Bourbon zu überbringen. Auf dem Rückweg von Nevers erkrankte Clerk jedoch in Dunkerque schwer und verfasste am 27. September 1540 sein Testament. Er erholte sich zunächst jedoch wieder und konnte seine Reise fortsetzen.
Am 3. Januar starb er in seinem Haus im Londoner Stadtteil Aldgate und wurde in der Kirche St Botolph’s beigesetzt.